# 高氯酸钛
高氯酸钛是一种无机化合物，化学式为Ti(ClO4)4，化学性质活泼。

## 制备
将72%高氯酸和发烟硫酸小心混合并蒸馏，得到含2％Cl2O7的无水高氯酸，真空处理后于液氮保存。将四氯化钛蒸馏提纯，真空保存待用。之后，将提纯的高氯酸和四氯化钛以6：1小心混合，并缓慢升温至-20℃，保持1h，然后升温至-10℃再保持1h，即可制得高氯酸钛。反应放出HCl以及微量的ClO2：
{\displaystyle {\mathsf {TiCl_{4}+4HClO_{4}\ {\xrightarrow {}}\ Ti(ClO_{4})_{4}+4HCl\uparrow }}}

## 性质
高氯酸钛可以和液体石蜡反应，和二甲基甲酰胺爆炸性地反应；在硝基甲烷、乙腈中溶解并分解，溶液变为黄色。不溶于四氯化碳，但在25℃以上可以反应，得到黄色溶液。在常压下加热高氯酸钛，130℃爆炸性分解：
{\displaystyle {\mathsf {Ti(ClO_{4})_{4}\ {\xrightarrow {}}\ TiO_{2}+4ClO_{2}\uparrow +3O_{2}\uparrow }}}
但在真空中加热至70～120℃，发现高氯酸钛有所升华，其熔化时呈现黄色。